# صومعه زرین (سرآب)
صومعه زرین یکی از روستاهای استان آذربایجان شرقی است که در دهستان آغمیون بخش مرکزی شهرستان سرآب واقع شده‌است.